# Ecoporanga (Brazilië)
Ecoporanga is een gemeente in de Braziliaanse deelstaat Espírito Santo. De gemeente telt 23.891 inwoners (schatting 2009).

## Aangrenzende gemeenten
De gemeente grenst aan Água Doce do Norte, Barra de São Francisco, Mucurici, Nova Venécia, Ponto Belo, Vila Pavão, Ataléia (MG), Carlos Chagas (MG) en Nanuque (MG).